# Iichiko
『iichiko』（いいちこ）とは、三和酒類株式会社が発行している文化雑誌（季刊）である。1986年10月創刊。現在では、新曜社より市販本『LIBRARY iichiko』も発刊されたが、現在は文化科学高等研究院出版局より刊行されている。監修は河北秀也、編纂には山本哲士があたっている。

## 概要
河北によると、『iichiko』は、「酒は文化。文化科学の研究の場を作ろう」という発想から創刊。山本に対して、「分からなくてもいいからレベルの高い内容にしてほしい」と要望。「精神」、「民俗」、「環境」、「場所」の四つをキーワードに超領域的な研究・考察を幅広く掲載。1999年には、国際版「iichiko intercultural」を統合し、日・英・仏・西・独・伊等の多言語版として新たな文化誌を模索している。
三和酒類から、1号あたり1,400万円が支出されている。

## iichiko文化学賞
1991年創設。世界の超領域的な文化学研究を行っている研究者を顕彰している。

### 第1・2回（1991年）
- ロジェ・シャルチエ
- ナンシー・チョドロウ（en:Nancy Chodorow）

### 第3・4回（1993年）
- アルフレッド・ロペス・アウスティン
- ジャック・グディ

### 第5・6回（1995年）
- アッティリオ・ベトルッチョーリ
- ジャック・ブーヴレス

### 第7・8回（1997年）
- エドワード・アンドリュー
- エクトル・アギラール・カミン

### 第9・10回（1999年）
- ジョン・アーリ
- ポール・ラビノウ

### 第11・12回（2001年）
- リュック・ボルタンスキー
- エドワード・ケイシー

### 第13・14回（2003年）
- ジャック・ドンズロ
- モーリス・ゴドリエ

### 第15・16回（2005年）
- 吉本隆明
- ミシェル・フーコー講義録（特別賞）

## バックナンバー
- No.97, WINTER 2008 『特集 西部劇の文化学』
- No.96, AUTUMN 2007 『特集 日本文化のホスピタリティ』
- No.95, SUMMER 2007 『特集 ファッション・カルチャー（2）』
- No.94, SPRING 2007 『特集 吉本隆明の『心的現象論』了解論/ファッション・カルチャー（1）』
- No.93, WINTER 2007 『特集 「場所」論ノート―西田幾多郎の「場所」論稿を読む』
- No.92, AUTUMN 2006 『特集 日本語の文化学』
- No.91, SUMMER 2006 『特集 科学技術とオクタビオ・パス』
- No.90, SPRING 2006 『特集 愛の理論』
- No.89, WINTER 2006 『特集 科学技術とホスピタリティ』
- No.88, AUTUMN 2005 『特集 アルチュール・ランボー151』
- No.87, SUMMER 2005 『特集 ホスピタリティの空間』
- No.86, SPRING 2005 『特集 プライベートなもの パブリックなもの』
- No.85, WINTER 2005 『特集 モーリス・ゴドリエの文化学』
- No.84, AUTUMN 2004 『特集 ホスピタリティ・ビジネス』
- No.83, SUMMER 2004 『特集 ホテルのホスピタリティ』
- No.81, WINTER 2004 『特集 場所とホスピタリティ = Place & Hospitality』
- No.80, AUTUMN 2003 『特集 資本とホスピタリティ = Captial & Hospitality』
- No.79, SUMMER 2003 『特集 消費社会とホスピタリティ = Consumption & Hospitality』
- No.78, SPRING 2003 『特集 文化技術とホスピタリティ = Cultural technology and hospitality』
- No.77, WINTER 2003 『特集 社会の実定性をこえて―社会秩序を再考する = Beyond the Positivity of "Society" : Rethinking Social Orders』
- No.76, AUTUMN 2002 『特集 オクタビオ・パス―愛とロマンとポエジー = Octavio Paz: Amor, Romance, Poesia』
- No.75, SUMMER 2002 『特集 ピエール・ブルデュー = Pierre Bourdieu』
- No.74, SPRING 2002『特集 文化を考える思考技術 = Thinking-technology for culture』
- No.73, WINTER 2002 『特集 舞踊の文化学 = The Culture of Dance/Buyo』
- No.72, AUTUMN 2001 『特集 場所の文化学Ⅰ = The Culture of Place I/小林秀雄（続） = Hideo Kobayashi』
- No.71, 2001年SUMMER 『特集 小林秀雄』
- No.70, 2001年SPRING 『特集 21世紀のための20世紀の文化遺産』
- No.69, 2001年冬 『特集 スポーツの文化学 2』
- No.68, 2000年秋 『特集 ポール・ラビノウ/ジョン・アーリ』